# Chaotian

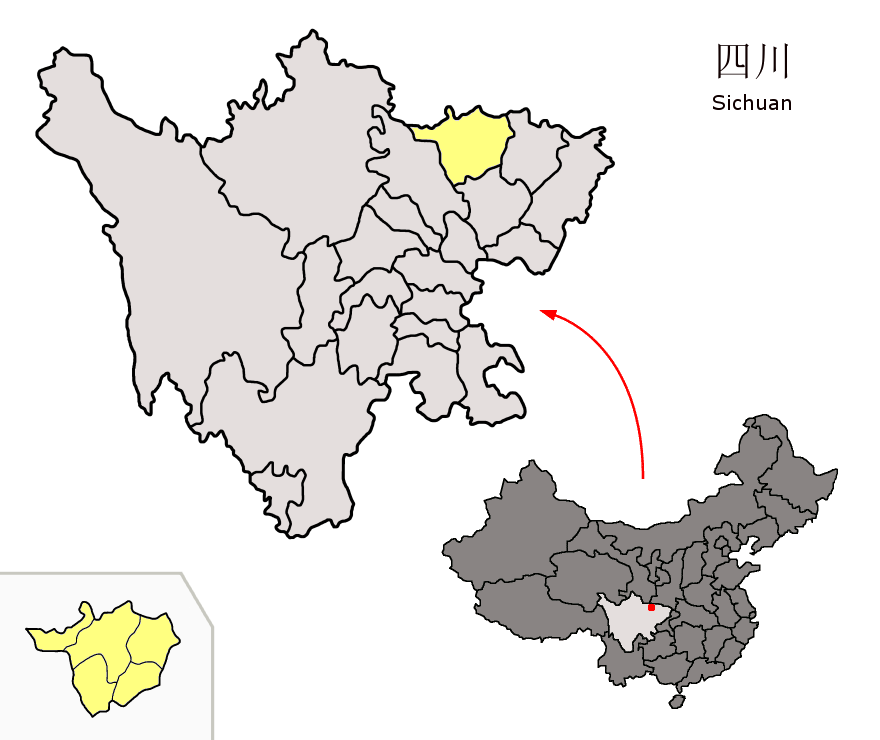
Lage der bezirksfreien Stadt Guangyuan in der Provinz Sichuan in dem sich der Stadtbezirk Chaotian befindet.

Chaotian (chinesisch 朝天区, Pinyin Cháotiān Qū) ist ein Stadtbezirk der bezirksfreien Stadt Guangyuan im Nordosten der chinesischen Provinz Sichuan. Er hat eine Fläche von 1.461 km² und zählt 126.506 Einwohner (Stand: Zensus 2020). Hauptort und Regierungssitz ist die Großgemeinde Chaotian.

## Administrative Gliederung
Der Stadtbezirk Chaotian setzt sich aus sechs Großgemeinden und neunzehn Gemeinden zusammen. Diese sind:
- Großgemeinde Chaotian 朝天镇 27.828 Einwohner
- Großgemeinde Datan 大滩镇 12.115 Einwohner
- Großgemeinde Yangmu 羊木镇 15.874 Einwohner
- Großgemeinde Zengjia 曾家镇 9.980 Einwohner
- Großgemeinde Zhongzi 中子镇 10.458 Einwohner
- Großgemeinde Shahe 沙河镇 7.926 Einwohner

- Gemeinde Chenjia 陈家乡 6.290 Einwohner
- Gemeinde Xiao’an 小安乡 3.786 Einwohner
- Gemeinde Yudong 鱼洞乡 5.221 Einwohner
- Gemeinde Dongxi 东溪河乡 9.430 Einwohner
- Gemeinde Huashi 花石乡 4.410 Einwohner
- Gemeinde Pujia 蒲家乡 4.634 Einwohner
- Gemeinde Xibei 西北乡 4.834 Einwohner
- Gemeinde Xuanhe 宣河乡 10.285 Einwohner
- Gemeinde Zhuandou 转斗乡 6.228 Einwohner
- Gemeinde Qinglin 青林乡 3.735 Einwohner
- Gemeinde Pingxi 平溪乡 5.344 Einwohner
- Gemeinde Lianghekou 两河口乡 10.560 Einwohner
- Gemeinde Lijia 李家乡 8.771 Einwohner
- Gemeinde Wangjia 汪家乡 7.151 Einwohner
- Gemeinde Maliu 麻柳乡 7.934 Einwohner
- Gemeinde Linxi 临溪乡 6.499 Einwohner
- Gemeinde Wen’an 文安乡 5.175 Einwohner
- Gemeinde Majiaba 马家坝乡 4.251 Einwohner
- Gemeinde Bayang 柏杨乡 4.265 Einwohner